# くすのき公園
くすのき公園（くすのきこうえん）とは、大阪府和泉市のニュータウン『トリヴェール和泉』の一角にある都市公園（近隣公園）である。

## 概要
1992年（平成4年）4月1日に、和泉市の中部にニュータウン『トリヴェール和泉』が街開きしたが、新しい公園の設置要望があったため公園の設置が計画され、和泉市からの委託を受けたUR都市機構）が整備を担当し、2011年（平成23年）5月1日に開園した。

### 施設
テニスコート（砂入人工芝 2面）が併設されている。
使用料は1面1時間500円。ただし市内在住、在学、在勤以外の利用者は金額が2倍となる。